# Diamond Chair

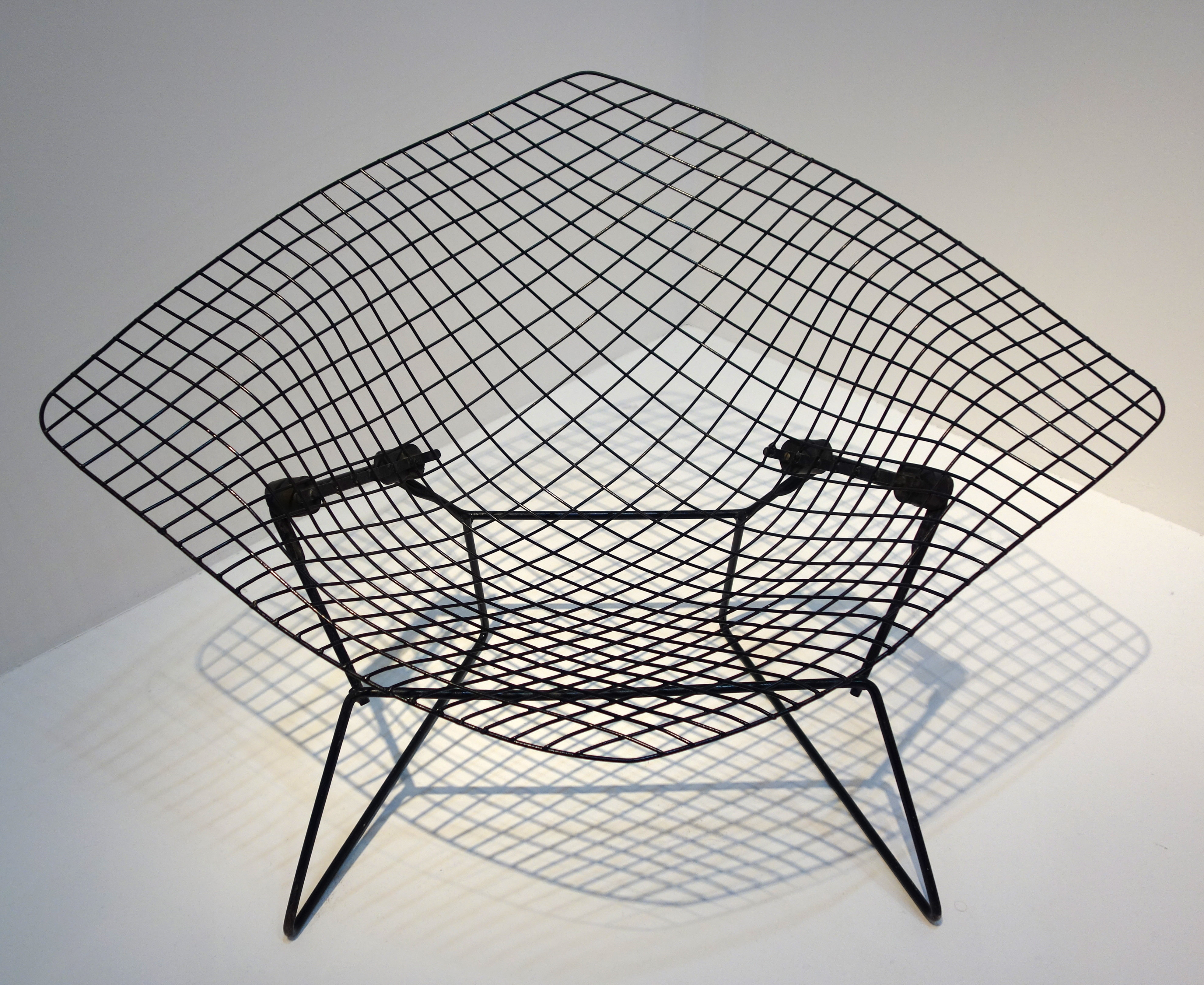
Diamond Chair

Der Diamond chair ist ein Sitzmöbelstück aus filigranem Metallgewebe. Der Sessel wurde vom italoamerikanischen Möbeldesigner Harry Bertoia 1950 in Pennsylvania kreiert. Es war der erfolgreichste Entwurf, den er als Designer für das Unternehmen Hans Knoll erstellte.
Neben dem Diamond Chair (Sessel) entwarf Bertoia ebenfalls 1952 im gleichen Gittergeflecht auch eine Asymmetric Chaise (Asymmetrische Liege), Barstool (Barhocker), den Child’s Diamond Chair (Kindersessel), High Back Chair and Ottoman (Hochlehner mit Hocker), Side chair (Stuhl), Small Diamond Chair (Kleiner Sessel) und dazu passend die Slatted Wooden Bench (Holzlattenbank).

## Geschichte
Der Diamond Chair wurde in den folgenden Jahren ein Verkaufserfolg und wird bis heute bei der Firma Knoll hergestellt. Der Sessel und das Herstellungsverfahren wurden 1952 von Knoll international patentiert.
Der Diamond Chair besteht aus einem geschweißten Metallkorb, der poliert, matt verchromt oder mit Rilsanbeschichtung in verschiedenen Farben hergestellt wird. Die verschiedenen Bezugsstoffe werden über den Drahtkorb gespannt und wie das eigentliche Sitzkissen mit kleinen Haken am Metallgeflecht gesichert. Bertoia sagte über seine Diamond Chairs selbst: „They are mainly made of air, like sculpture. Space passes right through them.“
Die Lizenzeinnahmen aus seinem Sessel erlaubten Bertoia, sich nur noch auf seine bildhauerischen Arbeiten und seine Klangskulpturen zu konzentrieren. Die weltweit verkauften Stückzahlen sind nicht im Detail bekannt. Exemplare des Diamond Chair befinden sich unter anderem in den Sammlungen des Museum of Modern Art, des Metropolitan Museum of Art, des Rhode Island School of Design Museum und des Vitra Design Museum.